# ОМШ „Др Драгутин Гостушки” Пирот
Основна школа за музичко образовање "Др Драгутин Гостушки" Пирот је основношколска установа која нуди музичко образовање са седиштем у Пироту. Добила је име по српском композитору Драгутину Гостушком. 

## Историјат
Крајем 1951. године грађани Пирота су својом иницијативом довели до тога да се отвори Нижа музичка школа. Ову школу је основало друштво Културно-уметничко друштво "Предраг Бошковић - Павле". Школа је и почела да ради у просторијама овог друштва од 15. јануара 1952. године. Постојала су три одељења: клавир, виолончело и виолина. Школа се није финансирала из општинског буџета већ се преживљавала путем финансирања родитеља ученика.
До 1954. године је Школа бројала 64 ученика са три наставника који су предавали. Десет година касније, Школа ће окупити укупно око 400 деце. Убрзо је отворен и одсек за хармонику па је и највеће интересовање за овај одсек био шездесетих година.
Године 1972. се бележи редовна настава а радила су четири одсека: хармоника, клавир, виолина и гитара. После две године, Школа наставља свој рад у Народној библиотеци. 
Своје завршне испите су ученици полагали пред комисијом која је из Алексинца долазила из Музичке школе "Владимир Ђорђевић". 
Такође, претеча Основне школе јесте био музички курс при Дому културе који је радио у периоду од 1986−1991
Дом културе у Пироту је имао све услове за рад музичке школе међутим, преговори са музичком школом из Ниша да отвори истурено одељење нису добро прошли. Тек 1992. је захваљујући професору Николи Рацкову успостављена сарадња са музичком школом из Зајечара "Стеван Мокрањац", те је отворено издвојено одељење у Пироту. Одељење је имало два одсека, клавир и хармоника. 
Године 2002. је музичка школа из Ниша написала извештај како је одељење у Пироту има изгледе да отвори самосталну школу те је стога то и урађено. Школа је радила на осамостаљивању два месеца све док Министарство просвете за ресор музичког образовања и Влада нису донеле одлуку за отварање Школе. За директорку је постављена Емилија Поповић. Недуго после оснивања, Школа се преместила у згради ОТП банке где је и дан данас.

## Настава
Одсеци у Школи данас: клавир, гитара, хармоника, виолина.
Школа има издвојена одељења у Димитровграду и Бабушници.